# Otão-Guilherme da Borgonha

Mapa do ducado e do condado da Borgonha.

Otão-Guilherme da Borgonha (em francês:  Otte-Guillaume de Bourgogne, c. 962 – 21 de setembro de 1026) foi o primeiro conde palatino da Borgonha (entre 982 e 21 de setembro de 1026), conde de Mâcon (entre 982 e 1002), conde de Nevers (entre 986 e 990) e duque da Borgonha

## Biografia
Conde de Mâcon (entre 982 e 1002) pelo seu casamento com Ermentrude de Roucy (herdeira do condado por seu primeiro casamento com Alberico II), conde de Nevers (entre 986 e 990]) e duque da Borgonha (entre 15 de outubro de 1002 e 1003).
Em 1002 também herdou do seu padrasto o Ducado da Borgonha, no outro lado do rio Saône. Na época, o ducado correspondia à diocese de Besançon no Sacro Império Romano-Germânico. Todavia, foi privado de sua herança pelo rei Roberto II da França na primavera de 1003, quando este invadiu a Borgonha com tropas comandadas por Ricardo II da Normandia. Otão continuou a reivindicar o ducado da Borgonha, mas reconciliou-se com o rei em 1005, abandonando suas reivindicações finalmente em 1015.
Recebeu o título de conde da Borgonha, um título presumivelmente descritivo sem significado territorial preciso na época, apesar de Otão possuir territórios na Borgonha.
A sua esposa Ermentrude faleceu a cerca de 1003-1004. Guilherme casou-se em 1016, em segundas núpcias, com a quatro vezes viúva Adelaide Branca de Anjou (955-1026), filha de Fulque II de Anjou, mas deste casamento não resultou descendência. Adelaide morreu poucos meses antes do seu esposo.
Otão-Guilherme faleceu em Dijon e o seu corpo foi sepultado na Abadia de Saint-Bénigne.

## Relações familiares
Foi filho de Adalberto de Ivrea, rei da Itália (931-975) com Gerberga de Mâcon (947 - ca. 980), filha de Lamberto de Chalon (ca. 930 - 22 de fevereiro de 978) e de Adela de Donzy (925 - 980).
Foi baptizado apenas como Guilherme. Tinha cerca de onze anos quando o seu pai morreu. Adoptado pelo segundo esposo da sua mãe, Odo-Henrique ou Henrique I, duque da Borgonha, tomou o nome de Otão-Guilherme.
Em cerca de 982 casou-se com Ermentrude de Roucy (Marne, Reims, 958 - 5 de março de 1002), filha de Reinaldo de Roucy (? - 10 de maio de 967), conde de Roucy com Alberada da Lotaríngia, filha de Gilberto de Lotaringia (ca. 800 - 939), duque da Lotaríngia, e de Gerberga da Saxónia, por cujo direito tornou-se conde de Mâcon. Na mesma época, recebeu da sua mãe os territórios que o tornariam no Condado da Borgonha, ao redor de Dole. Deste seu primeiro matrimónio nasceram:
1. Guido I de Mâcon (ca. 982-1004), conde de Mâcon.
2. Matilde de Mâcon (ca. 983 - 1005), casada em 1002 com Landrico I de Nevers também denominado como Landrico IV de Monceau, conde de Nevers e Auxerre, filho do conde Roberto de Nevers.
3. Gerberga de Mâcon (ca. 985 - 1020/1024), casada em 1002 com Guilherme II da Provença (ca. 987 - 1018, antes de 30 de maio), conde de Arles.
4. Reinaldo I de Borgonha (ca. 990 - 3 de setembro de 1057),[7] que sucedeu ao pai como conde da Borgonha, casou com Adelaide da Normandia (ca. 990 -?), filha de Ricardo II da Normandia (23 de agosto de 963 - 28 de agosto de 1027)[8] e Judite da Bretanha (982 - 1017).
5. Inês de Mâcon (ca. 995 - 1065), casada primeiro com Guilherme V da Aquitânia (969 - 31 de janeiro de 1030), e depois com Godofredo II de Anjou, também denominado como Godofredo II Martel conde de Anjou (14 de outubro de 1006 - 1067).
6. Beno de Mâcon, arquidiácono em Langres.

Corria o ano de 1016, e depois da morte da sua 1ª esposa, voltou a casar-se, desta feita com, Adelaide Branca de Anjou (955 - 1026) filha de Fulque II de Anjou (ca. 900 - 11 de novembro de 958) e de Gerberga de Maine (915 -?). Deste casamento não terão nascido filhos, apesar da numerosa descendência que Adelaide Branca de Anjou, teve dos seus outros casamentos.